# Lázi
Lázi je vesnice v Maďarsku v župě Győr-Moson-Sopron, spadající pod okres Pannonhalma. Nachází se asi 11 km jihovýchodně od Pannonhalmy a asi 26 km jihovýchodně od Győru. V roce 2015 zde žilo 558 obyvatel. Dle údajů z roku 2011 tvoří 80,2 % obyvatelstva Maďaři, 1 % Němci a 0,5 % Bulhaři.
Sousedními vesnicemi jsou Bakonybánk, Bakonypéterd, Románd, Tápszentmiklós a Veszprémvarsány.